# Леопольд Гогенцоллерн-Зигмаринген
Леопольд Гогенцоллерн-Зигмаринген (нем. Leopold Stefan Karl Anton Gustav Eduard Tassilo von Hohenzollern-Sigmaringen; 22 сентября 1835, Краухенвис — 8 июня 1905, Берлин) — князь Гогенцоллерн-Зигмаринген и глава швабской (католической) ветви дома Гогенцоллернов (2 июня 1885 — 8 июня 1905).

## Биография
Старший сын князя Карла Антона Гогенцоллерн-Зигмаринген (1811—1885) и принцессы Жозефины Баденской (1813—1900). Старший брат короля Румынии Кароля I и отец будущего короля Румынии Фердинанда I. До 1880 года являлся наследником тогда ещё князя Кароля I (которого, впрочем, всё равно не пережил), но отказался от наследственных прав в пользу своего старшего сына Вильгельма (1880), который, в свою очередь, отрёкся в пользу младшего брата Фердинанда (1888).
В 1861 году при организации Мексиканской интервенции Наполеон III рассматривал возможность выдвинуть принца или его братьев Кароля и Фридриха как претендентов на трон Мексики, поскольку они были католиками и одновременно «угождали» бы Англии, Австрии и Пруссии. Однако обстоятельное обсуждение французской императорской четой этого вопроса с Паулиной Меттерних привели к тому, что выбор пал на эрцгерцога Максимилиана.
После испанской революции 1868 года и низвержения королевы Изабеллы II новое правительство предложило Леопольду испанскую корону. Это назначение поддерживал прусский министр Отто фон Бисмарк, но французский император Наполеон III был против. Леопольд был вынужден отказаться, однако завышенные требования Франции и опубликование Эмсской депеши спровоцировали Франко-прусскую войну 1870—1871 годов. Результатом войны стало создание Германской империи и падение Второй империи и Наполеона III.

## Семья
12 сентября 1861 года в Лиссабоне князь Леопольд Гогенцоллерн-Зигмаринген женился на инфанте Антонии Марии Португальской (17 февраля 1845 — 27 декабря 1913), дочери королевы Марии II и короля-консорта Фернанду II. Дети:
- Вильгельм (7 марта 1864 — 22 октября 1927), следующий князь Гогенцоллерн-Зигмаринген (1905—1927)
- Фердинанд (24 августа 1865 — 20 июля 1927), король Румынии Фердинанд I (1914—1927). С 1893 года женат на принцессе Марии Эдинбургской, дочери принца Альфреда Саксен-Кобург-Готского, герцога Эдинбургского, и великой княжны Марии Александровны Романовой
- Карл Антон (1 сентября 1868 — 21 февраля 1919), был женат с 1894 года на принцессе Жозефине Каролине Бельгийской, дочери Филиппа Бельгийского и Марии Гогенцоллерн-Зигмаринген.